# Freida Pinto
Freida Pinto (Mumbai, 18 oktober 1984) is een Indiaas filmactrice en fotomodel. Pinto speelde een van de hoofdrollen in Slumdog Millionaire, een met acht Oscars bekroonde film waarmee ze internationale bekendheid verwierf.

## Biografie

### Carrière
In India was Pinto actief als fotomodel voor Elite Model en presenteerde ze in 2006-2007 de internationale reisshow Full Circle. Regisseur Danny Boyle ontdekte haar en gaf haar een hoofdrol in Slumdog Millionaire. Ze had toen nog geen enkele acteerprestatie geleverd: pas nadien volgde ze een workshop bij John Barry. Slumdog Millionaire werd tot beste dramafilm uitgeroepen op de Golden Globes van 2009. In maart 2010 ging korte tijd het gerucht dat Pinto de rol van bondgirl zou gaan vertolken in de James Bond-film Skyfall maar die rol ging naar Bérénice Marlohe.

### Privé
Pinto heeft een oudere zus, Sharon, die werkt als producer bij de Indiase nieuwszender NDTV. Haar moeder is directrice van een middelbare school en haar vader werkt als bankier.

## Filmografie
- Mr. Malcolm's List (2022) - Selina Dalton
- Needle in a Timestack (2021) - Alex Leslie
- Intrusion (2021) - Meera Parsons
- Hillbilly Elegy (2020) - Usha Vance
- Love, Wedding, Repeat (2020) - Amanda
- Only (2019) - Eva
- Mowgli: Legend of the Jungle (2018) - Messua
- Love Sonia (2018) - Rashmi
- Yamasong: March of the Hollows (2017) - Geta (stemacteur, animatiefilm)
- Past Forward (2016) - Vrouw nr.2 (korte film)
- Two Bellmen Two (2016) - Leila Patel (korte film)
- Black Knight Decoded (2015) - Ahna (korte film)
- Blunt Force Trauma (2015) - Colt
- Knight of Cups (2015) Helen
- Desert Dancer (2014) - Elaheh
- Day of the Falcon (2011) - Prinses Leyla
- Trishna (2011) - Trishna
- Immortals (2011) - Phaedra
- Rise of the Planet of the Apes (2011) - Caroline
- Miral (2010) - Miral
- You Will Meet a Tall Dark Stranger (2010) - Dia
- Slumdog Millionaire (2008) - Latika

## Wetenswaardigheden
- Het lukte Pinto in haar thuisland India aanvankelijk niet aan het werk te komen als tv-presentatrice, omdat ze niet voluptueus genoeg was. Ze kreeg meer dan eens de raad om haar borsten te laten vergroten.
- Zij stond samen met Slumdog Millionaire-tegenspeler Dev Patel op de cover van het tijdschrift People in het januarinummer van 2009.
- Ze zit ook in de clip Gorilla van Bruno Mars

- Bibsys: 9050229
- Biblioteca Nacional de España: XX4862105
- Bibliothèque nationale de France: cb16147603c (data)
- Catàleg d'autoritats de noms i títols de Catalunya: 981058508820906706
- Gemeinsame Normdatei: 13886604X
- International Standard Name Identifier: 0000 0001 2096 5107
- Library of Congress Control Number: n2009016322
- Nationale Bibliotheek van Tsjechië: xx0103159
- Nationale Bibliotheek van Israël: 987007330662605171
- Nederlandse Thesaurus van Auteursnamen: 355493756
- SNAC: w64x6b51
- Système universitaire de documentation: 135963818
- Virtual International Authority File: 83486722
- WorldCat: E39PBJxhqhtxrhGxRHfxFxrQbd